# De Beneficiis
De Beneficiis (Sobre els beneficis) és un tractat de set llibres del filòsof romà Sèneca. Ofereix una anàlisi estoica de les nocions ètiques de gratitud, ingratitud i benevolència, i consells detallats sobre com donar, rebre i retornar de manera correcta els beneficis.

## Resum

### Llibre I
Segons Sèneca, la ingratitud és el vici més estés, perquè la gent comuna no sap donar amb saviesa.  Per a Sèneca, és el comportament del benefactor el que en té la culpa. Sèneca dona alguns consells per a evitar-ho:
- no donar fredament;
- no esperar abans de donar;
- no donar humiliant els obligats;[3]

La multitud de persones desagraïdes no hauria, però, de restringir la generositat,, ja que el savi hauria de donar sense esperar res a canvi.  No podem dir, doncs, que hem "perdut" alguna cosa, perquè els que creuen que han perdut alguna cosa n'esperaven una altra a canvi. Altrament, seria una afirmació. Sèneca en va més enllà i afirma que el benefici no rau en la cosa donada, sinó en l'acte de donar-la, fins i tot si aquesta cosa desapareix accidentalment després. Més que l'acte, és l'estat d'ànim en què es troba el benefactor el que en dona grandesa al benefici. Sèneca dona llavors consells sobre l'objecte del benefici:
- ha de ser necessari, útil o agradable, per ordre de preferència:
- el present no ha de recordar cap defecte personal de l'obligat;
- haurà de ser durador, perquè que té l'avantatge de recordar-ho de tant en tant als desagraïts;
- cal parar atenció a les circumstàncies de la donació;
- que el regal siga original (que ningú l'haja regalat abans a la part obligada) i específic (que el benefactor només l'haja donat a la part obligada).

## Destinatari i data de composició
La data de composició del tractat només es pot establir aproximadament. La data més primerenca possible (terminus post quem) és l'any 56 (en 2, 21, 6, Sèneca esmenta el consular Canini Rebilus de manera insultant, cosa que no fa amb els seus contemporanis); i aquest havia mort l'any 56). El terminus ante quem és el juny del 64: aquesta és la data d'escriptura de la Carta a Lucili 81, en què Sèneca esmenta el Sobre els beneficis d'una manera que suposa que el tractat estava acabat en el moment d'escriure la carta.
El tractat es dedica a Aebutius Liberalis, que se'ns presenta com un home ric (i per tant capaç d'atorgar beneficis), prou educat per captar referències literàries i preocupat per millorar moralment. Pertanyia, com els altres destinataris de les obres de Sèneca, a l'orde eqüestre. L'elecció d'aquest destinatari per al tractat pot haver estat motivada pel seu nom, que fa referència al desig de fer donacions, un tema central de l'assaig.
També apareix en la Carta a Lucili 91, en què Sèneca diu a Lucili que Liberalis està desconsolat després de l'incendi que va assolar la seua ciutat natal, Lugdúnum (Lió).